# 富山中部広域農道
富山中部広域農道（とやまちゅうぶこういきのうどう）は、富山県富山市と同県滑川市を結ぶ広域農道である。通称『富山中部スーパー農道』で、『滑川 - 婦中横断道路』という別称も存在する。

## 概要
延長41.6㎞、舗装幅員6.5m。全線2車線で、富山市婦中町から富山空港南側の新保大橋を通り、中新川郡立山町石坂交差点で県道157号に曲がり滑川市に至るルートである。旧新川広域農道と接続している。

## 沿革
- 1970年 - 立山町内の区間が着工[5]。
- 1971年4月 - 滑川市内の区間が着工[6]。
- 1975年 - 富山地方鉄道立山線アンダーパス開通。
- 1988年 - 富山市新保 - 下熊野間事業着手[7]。
- 1994年7月22日 - 富山市新保 - 下熊野間開通[7]。
- 1999年11月29日 - 下瀬大橋の開通を以て、全線開通[1]。

## 通過する自治体
- 富山県
  - 滑川市 - 中新川郡上市町 - 中新川郡立山町 - 富山市

## 主要橋梁
- 新保大橋
- 富南大橋（1994年7月22日開通、延長149.6m[7]）
- 新常願寺橋

## 接続する道路
- 国道359号（外輪野交差点で接続、起点）
- 富山県道59号富山庄川線（外輪野交差点 - 下瀬交差点間で重複）
- 富山県道220号下瀬小倉線（下瀬交差点 - 千里交差点間で重複）
- 国道472号（千里交差点 - 小倉交差点間で重複）
- 富山県道216号小倉笹倉線（小倉交差点より東側の一部のみ重複）
- 富山県道218号館本郷添島線（上井沢交差点で接続）
- 富山県道219号杉田高日附線（広田三区交差点で接続）
- 富山県道7号富山八尾線（地角交差点で接続）
- 富山県道200号井栗谷婦中線（十五丁交差点で接続）
- 富山県道69号富山笹津線（新保文化会館前交差点で接続）
- 富山県道68号富山外郭環状線（新保文化会館前交差点 - 上栄交差点間および城村交差点 - 西大森交差点間で重複）
- 国道41号（下熊野南交差点で接続）
- 富山県道188号東猪谷富山線（悪王寺交差点で接続）
- 富山県道65号富山大沢野線（吉岡交差点で接続）
- 富山県道43号富山上滝立山線、富山県道187号荒屋敷月岡町線（開発のランプウェイ交差点で接続）
- 富山県道179号三室荒屋富山線（中屋交差点で接続）
- 富山県道174号上滝山室線（城村交差点で接続）
- 富山県道175号新庄大山線（大場交差点で接続）
- 富山県道162号西大森寺坪線（西大森交差点で重複）
- 富山県道366号西大森前沢線（西大森交差点 - 東大森交差点間で重複）
- 富山県道161号岩峅寺大石原水橋線（東大森交差点 - 大清水交差点間で重複）
- 富山県道15号立山水橋線（向新庄交差点で接続）
- 富山県道6号富山立山公園線（坂井沢交差点で接続）
- 富山県道157号寺坪上市線（石坂 - 女川・館間で重複）
- 富山県道166号谷口沢新線（福田交差点で接続）
- 富山県道167号日中五百石線（日中（北）交差点で接続）
- 富山県道158号女川谷口線（女川・館地内で接続）
- 富山県道152号大岩神明町線（大岩口交差点で接続）
- 富山県道336号極楽寺湯神子線（湯神子交差点で接続）
- 富山県道46号上市北馬場線（北島交差点で接続）
- 富山県道145号極楽寺郷柿沢線（広野南交差点で接続）
- 富山県道146号五位尾上中町線（広野交差点で接続）
- 富山県道144号黒川滑川線（本江地内のランプウェイ交差点で接続）
- 富山県道335号滑川自然公園線（安田交差点で接続）
- 富山県道137号堀江魚津線（開交差点で接続）
- 富山県道51号蓑輪滑川インター線（改養寺交差点で接続）
- 富山県道320号古鹿熊滑川線（大榎交差点で接続）
- 富山県道142号栗山柳原線（栗山交差点で接続）
- 富山県道138号栗山追分線（栗山交差点 - 追分東交差点間で重複）
- 国道8号魚津滑川バイパス（大掛東交差点で接続）
- 富山県道3号富山立山魚津線（追分東交差点で接続、終点）

## 沿線の主な施設
- 丘の夢牧場
- 富山市立宮野小学校
- 富山市立新保小学校
- 富山市立熊野小学校
- 上市町立陽南小学校